# Palaeonemertea
Los palaeonemertinos (Palaeonemertea) es un grupo de gusanos nemertinos considerados simples y primitivos. Fueron definidos como grupo en 1879 y se caracterizan por poseer una musculatura primaria que forma parte de la capa o pared circular exterior.
Han sido considerados tradicionalmente un orden de la clase Anopla. Sin embargo, se ha encontrado que Palaeonemertea es el grupo basal de Nemertea y podría considerarse una clase.